# Талланстаун
Талланстаун (англ. Tallanstown; ирл. Baile an Tallúnaigh) — деревня в Ирландии, находится в графстве Лаут (провинция Ленстер).
В 2010 году деревня выигрывала Irish Tidy Towns Competition.

## Демография
Население — 653 человека (по переписи 2006 года). В 2002 году население составляло 443 человек.
Данные переписи 2006 года:
| Общие демографические показатели |               |                               |                               |      |      |
| Всё население                    | Всё население | Изменения населения 2002—2006 | Изменения населения 2002—2006 | 2006 | 2006 |
| 2002                             | 2006          | чел.                          | %                             | муж. | жен. |
| 443                              | 653           | 210                           | 47,4                          | 328  | 325  |